# 生命圣母朝圣所 (博洛尼亚)
44°29′36″N 11°20′41″E / 44.493398°N 11.344617°E

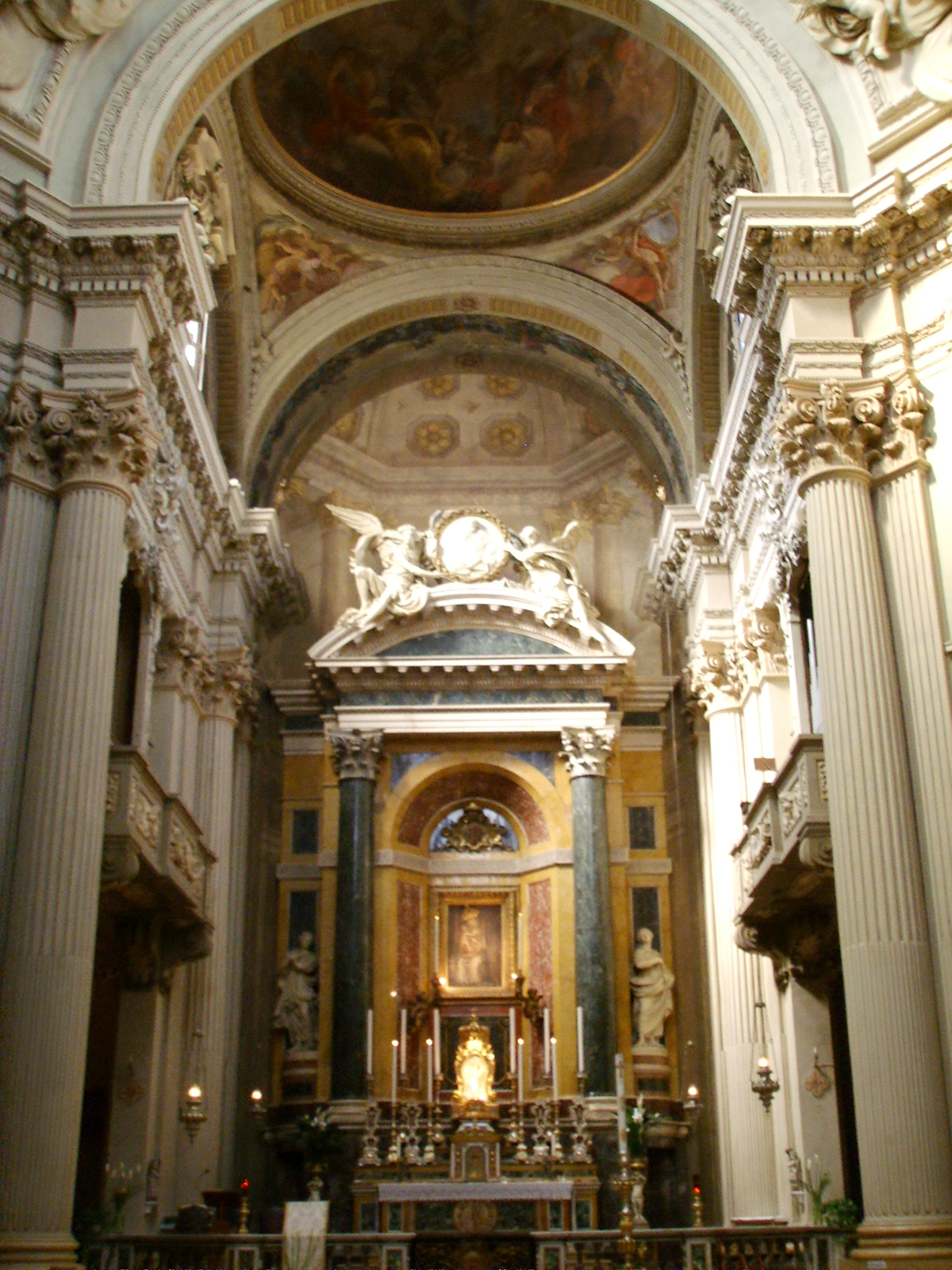
内部

生命圣母朝圣所（Santuario di Santa Maria della Vita）是一座晚期巴洛克风格的天主教教堂，位于博洛尼亚市中心，靠近博洛尼亚主广场（Piazza Maggiore）。

## 历史
现在的巴洛克式教堂的建设开始于1687-1690年，由乔瓦尼·巴蒂斯塔·贝尔贡佐尼设计，他建造了椭圆形平面，穹顶由朱塞佩·图伯蒂尼设计，于1787年完工。 立面直到1905年才被添加。祭衣间有一组尼科莱·德尔阿卡的雕塑《哀悼基督》（1463年）。

## 巴图蒂圣堂

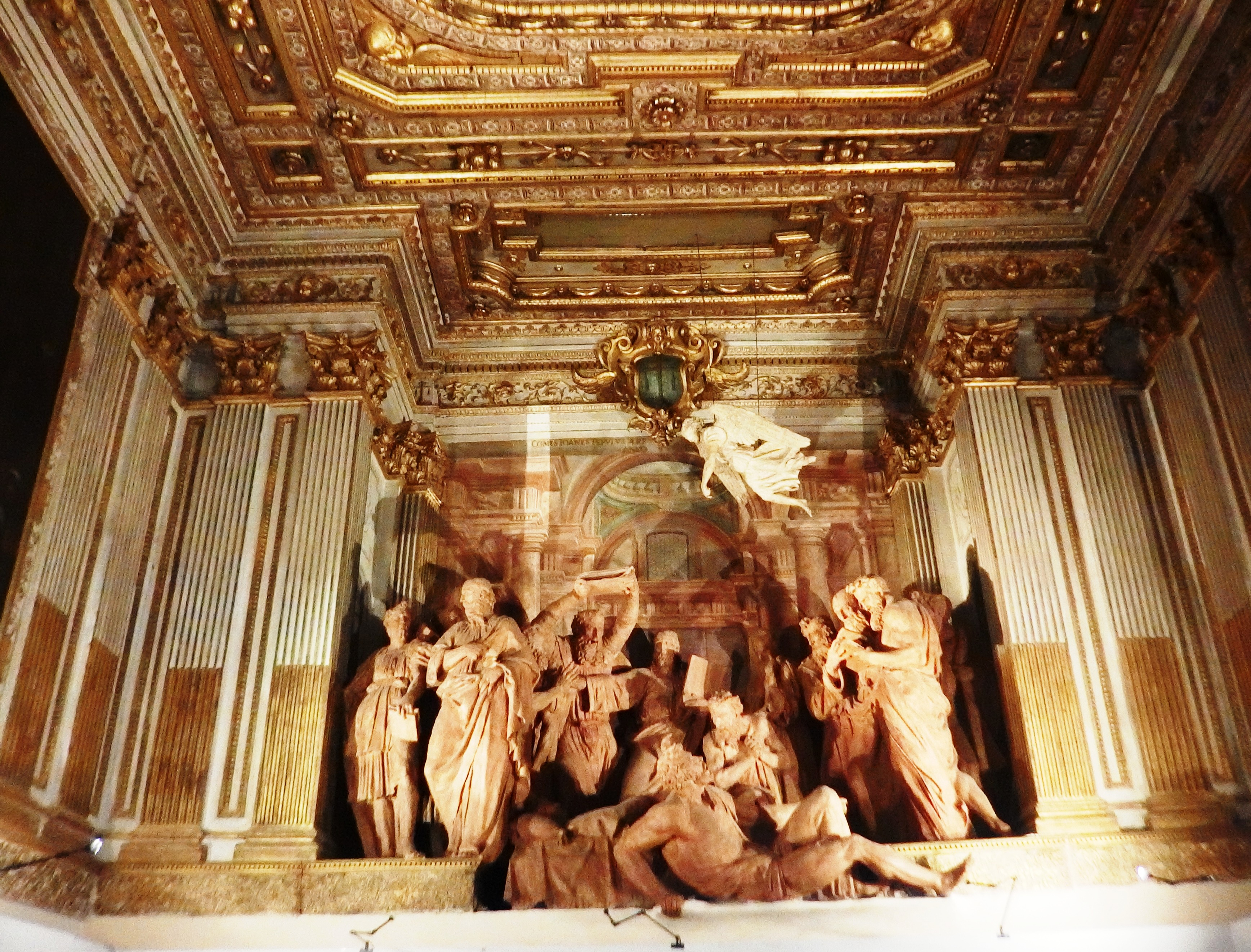
《圣母升天》

在相邻的巴图蒂圣堂（Oratorio dei Battuti），建于1604年至1617年，由弗洛里亚诺·安布罗西尼设计，有一幅诺萨德拉的《圣母子与圣徒》（1550年），和阿方索·伦巴第的陶质群雕（14个）《圣母升天》（1522年）。在墙上的壁龛里，有著名雕塑家亚历山德罗·阿尔加迪的圣保古吕和圣白托略雕像，以及朱利奥·切萨雷·康文蒂的圣方济各和圣道明雕像。1275年，当地的一个鞭笞派的善会巴图蒂·比安奇会（Confraternita dei Battuti Bianchi）成立，支持了该地的一家医院。